# IK Persei
IK Persei (IK Per / TYC 2887-2716-1) es un sistema estelar variable en la constelación de Perseo de magnitud aparente media +11,50.
Catalogada en el General Catalogue of Variable Stars (GCVS) como binaria eclipsante, su brillo disminuye 0,3 magnitudes durante el eclipse, el cual tiene lugar cada 0,67604 días.
Las dos componentes de IK Persei forman una binaria de contacto, es decir, sus componentes están tan cerca entre sí que comparten las capas exteriores, formando una «binaria de sobrecontacto». Además, el sistema tiene un grado de sobrecontacto elevado (~ 60 %).
La componente principal es una estrella de tipo espectral A2 y 9070 K de temperatura con una masa doble de la del Sol. Su radio es 2,4 veces más grande que el radio solar y su luminosidad es 35 veces superior a la del Sol.
La componente secundaria tiene una masa de 0,34 masas solares, resultando una relación entre las masas de ambas componentes q = 0,17.
Su radio se estima un 15 % más grande que el del Sol y su luminosidad equivale a 5,7 veces la luminosidad solar.
Su temperatura efectiva se estima entre 7470 y 8600 K.
El período de IK Persei decrece con el tiempo a razón de 2,5 ± 0,09 × 10-7 días por año.
Esta disminución a largo plazo probablemente está influenciada por un tercer cuerpo; la masa mínima de este objeto es de 0,53 masas solares, correspondiendo un radio orbital de aproximadamente 16 UA.
Si es una estrella de la secuencia principal, se trataría de una enana roja de tipo M0V.
Partiendo de la baja relación entre las masas y del alto grado de sobrecontacto, una posible evolución de este sistema consiste en que la capa compartida por las dos estrellas en contacto sea cada vez mayor, hasta concluir en una única estrella de rápida rotación. Esta situación es similar a la observada en los sistemas GR Virginis y AW Ursae Majoris.